# Isaias Afewerki
Isaias Afewerki (ኢሳይያስ ኣፈወርቂ; Asmara, 2 febbraio 1946) è un politico e dittatore eritreo, primo (e da allora unico) presidente dell'Eritrea dal 1993.
Ha condotto il Fronte di Liberazione del Popolo Eritreo (FPLE) alla vittoria nel maggio 1991, ponendo così fine a trent'anni di lotta armata di liberazione. Due anni dopo è diventato presidente a seguito di un referendum per l'indipendenza. È il leader del Fronte Popolare per la Democrazia e la Giustizia (FPDG).
Afewerki è nato nella capitale dell'Eritrea, Asmara, originario del villaggio di Tselot, nella provincia dello Amasien eritreo. Sposato, con tre figli, parla inglese fluentemente ed è di religione ortodossa di rito copto.
Il FPLE è stato uno dei molti gruppi armati che hanno lottato contro il regime comunista etiope di Menghistu Hailé Mariàm. Afewerki è stato eletto leader del FLPE nel 1975. È stato presidente sia del FLPE che del FPDG poiché il secondo assunse il potere dopo la fine della guerra per l'indipendenza eritrea e la guerra civile etiope nel 1991. È presidente dell'Eritrea da quando il paese si è proclamato indipendente dall'Etiopia nel 1991 venendo poi eletto dall'Assemblea Nazionale dopo il raggiungimento dell'indipendenza de iure nel 1993.

## Biografia
Da giovane ha trascorso molto tempo con il padre a Tembien, dove vivevano le sue famiglie di origine e si trovava una piantagione di caffè poi nazionalizzata dal Derg. A causa dell'assenza del padre, Isaias viveva con la madre in un quartiere operaio nella parte orientale di Asmara vicino al deposito dei treni e alla chiesa luterana. Si è diplomato nel 1965 presso il liceo "Principe Makonnen" di Asmara. Tra il 1965 e il 1966 ha frequentato l'Università "Hailé Selassié" di Addis Abeba (ora nota come Università di Addis Abeba) per studiare Ingegneria. In questo periodo lasciò Addis Abeba per partecipare al movimento di liberazione dell'Eritrea. Dopo la delusione per gli inizi insoddisfacenti, insieme ad altri diede vita al Fronte di Liberazione del Popolo Eritreo. Alla fine l'Eritrea ha ottenuto l'indipendenza ed è diventato il primo presidente del paese.
Afewerki è sposato con Saba Hailé e ha tre figli - Abramo, Elsa e Berhane. Fa parte della chiesa ortodossa eritrea.
Alla fine di aprile 2012, il governo ha negato le voci che Afewerki fosse morto, affermando che fosse in piena salute. Il ministro dell'informazione Ali Abdu ha dichiarato che le voci sono state diffuse dai gruppi di opposizione. Le voci si sono dimostrate false dopo che il presidente è apparso alla televisione nazionale eritrea. Nella stessa occasione ha affermato che i responsabili dell'accaduto volevano effettuare solo azioni di disturbo. Contestualmente, Isaias ha arrestato il figlio allora 38enne, la figlia 15enne (cittadina statunitense) e il nonno 87enne. Tutti e tre, a sei anni di distanza, sono ancora detenuti in carcere senza avere mai avuto alcun processo a carico.

### Guerra di indipendenza
La guerra d'indipendenza dell'Eritrea (1º settembre 1961 - 29 maggio 1991) fu un conflitto combattuto tra il governo etiope e i separatisti eritrei, sia prima che durante la guerra civile in Etiopia. La guerra iniziò quando l'autonomia dell'Eritrea (allora facente parte integrante dell'Etiopia, dove le truppe erano già stanziate), venne unilateralmente revocata. Afewerki combatté in questa guerra, prima come parte del Fronte di Liberazione Eritreo (FLE) e poi come comandante.

### Fronte di Liberazione dell'Eritrea
Alla fine del 1966 Afewerki abbandona gli studi di Ingegneria ad Addis Abeba e si reca a Cassala, nel Sudan, dove si unisce al Fronte di Liberazione Eritreo (FLE) in esilio. Tuttavia, dopo essere arrivato in Sudan, mutano i suoi sentimenti verso la leadership del FLE. Ma nonostante le sue opinioni critiche, Afewerki resta impegnato nel gruppo e all'inizio del 1967 viene selezionato per un corso di addestramento militare in Cina. Trascorre il resto dell'anno e il successivo a studiare le ideologie politiche e la guerriglia. Al suo ritorno viene nominato commissario politico.
Nel 1970 gli scontri ideologici e tattici all'interno del FLE portano alla nascita di tre fazioni che lasciano il Fronte in tre gruppi distinti. Una fazione si rifugia nelle montagne del Sahel; un altro gruppo sotto il comando di Isaias, che conta meno di una dozzina di uomini, si sposta nella zona orientale dell'Eritrea. Il terzo gruppo invece si dirige verso Aden e torna in barca in Eritrea, sbarcando a sud di Assab. I tre gruppi si uniranno poi in un unico raggruppamento con il nome di Fronte di Liberazione dell'Eritrea - Fronte Popolare di Liberazione (FLE-FPL). Formalmente si fusero nel 1973, cambiando il proprio nome in Fronte di Liberazione del Popolo Eritreo.

### Fronte di Liberazione del Popolo Eritreo
Dopo essere diventato uno dei leader del FPLE nel 1973, Afewerki scrive un manifesto intitolato "La nostra lotta e i suoi obiettivi". Questo manifesto poneva molta enfasi sul superamento delle differenze etniche e religiose per l'avvio di una lotta rivoluzionaria durante la guerra di indipendenza. Nel 1975 Afewerki diventa presidente della commissione militare del FPLE. Due anni dopo, durante il primo congresso del Fronte, viene scelto per essere il vice segretario generale. Ci fu dunque uno scontro politico tra il FPLE prevalentemente cristiano e la FLE a maggioranza musulmana. Una guerra civile era già stata combattuta tra i due fronti tra il 1972 e il 1974: lo scontro era iniziato nel febbraio 1972 e si era diffuso a valle, in particolare lungo la costa del Mar Rosso. Il conflitto si estese ulteriormente sugli altopiani fino a quando nel 1974 venne decisa la fine delle ostilità, nel momento in cui l'indipendenza dall'Etiopia era ormai vicina.
Nel 1979 ha inizio un'altra guerra civile: il FPLE guidato da Afewerki eseguì l'offensiva contro l'ELF, nel tentativo di proteggere i fianchi del Fronte sotto la pressione etiope. Nel 1980, l'ELF aveva avviato trattative segrete con l'Unione Sovietica per porre fine alla guerra. Questo creò un attrito enorme tra i fronti, che alla fine portò alla ripresa del conflitto. L'ELF fu spinto oltre confine, in Sudan Un'alleanza reciprocamente vantaggiosa alla fine portò le forze di entrambi i movimenti di Addis Abeba e Asmara al rovesciamento del regime Derg nel 1991, e alla realizzazione dell'indipendenza dell'Eritrea con un referendum due anni dopo.

### Dopo l'indipendenza
L'indipendenza dell'Eritrea fu raggiunta di fatto nel 1991. Nel mese di aprile del 1993, sotto il controllo delle Nazioni Unite, si svolse un referendum per l'indipendenza, e il mese successivo l'Eritrea raggiunse l'indipendenza. Afewerki fu dichiarato il primo capo di Stato. Nei primi anni della sua amministrazione, le istituzioni del governo furono ristrutturate.

### La politica interna
Il governo di Afewerki è formato dal Fronte Popolare per la Democrazia e la Giustizia (PFDJ), il movimento politico attualmente al potere in Eritrea e successore del passato Fronte di Liberazione del Popolo Eritreo (EPLF). Attualmente è l'unica entità giuridica politica esistente in Eritrea. Le elezioni presidenziali, previste per il 1997, non si realizzarono mai.
Dopo la fine della guerra con l'Etiopia (2000), il governo eritreo ha esteso il servizio militare di leva obbligatorio in maniera indefinita per tutta la popolazione compresa nell'età tra i 18 e i 40 anni, facendo dell'Eritrea il secondo paese più militarizzato al mondo.
Afewerki è quindi stato criticato per non aver applicato le riforme democratiche. Infatti il suo governo, giustificando il suo comportamento con la situazione critica del paese, ha fatto un giro di vite sui critici e ha attuato una vasta repressione del dissenso, ha interdetto la stampa privata nel 2001 e ha sottoposto i media ad un controllo ferreo. Dal 2010 nel paese non ci sono più corrispondenti stranieri.

Il Press Freedom Index, pubblicato da Reporter senza frontiere, ha classificato l'Eritrea come il paese con la minor libertà di stampa per sei anni consecutivi dal 2007, seguita dalla Corea del Nord.
Il 21 gennaio 2013, ha destato scalpore l'occupazione da parte di alcuni militari del Ministero dell'Informazione. Pare che 100 militari abbiano tentato un colpo di Stato chiedendo l'applicazione della costituzione congelata dal 1997 e la liberazione dei detenuti politici (il cui numero è altissimo, ma imprecisato). L'incidente è subito rientrato, ma ha suscitato dubbi sulla tenuta del regime di Afewerki, sempre più costretto a ricorrere alla pura forza per mantenersi al potere. Quell'incidente rimane tuttora avvolto nel mistero.

### L'autosufficienza
Politico di formazione marxista, Afewerki ha dapprima cercato di liberalizzare l'economia, salvo poi riprenderne il controllo e centralizzare ogni decisione. La ripresa economica rimane comunque fortemente pregiudicata dalla corruzione dilagante e dal mercato nero, nel quale sono coinvolti gli alti quadri, ed anche l'esercito; si può dire che l'Eritrea oggi sopravvive soprattutto grazie agli aiuti internazionali.
Il governo di Afewerki afferma con forza che "l'assistenza straniera genera una cultura di dipendenza che incatena i paesi africani in un ciclo di povertà", e ha promosso una politica di autonomia con l'obiettivo di passare da un regime di assistenza a uno di autosostenibilità. Il governo eritreo ha garantito l'istruzione e l'assistenza medica gratuita ed è l'unico in tutta la regione a bandire, attivamente, la pratica della mutilazione genitale femminile. Attualmente il tasso di mortalità neonatale è il decimo più basso di tutta l'Africa, e il tasso di diffusione delle vaccinazioni, che era uno dei peggiori del sud del mondo, è passato ai primi posti. La politica di autosufficienza sembra aver preso slancio particolare dal 2005, quando Isais ha rifiutato un prestito di 73 milioni di euro della Banca Mondiale e ha smesso di richiedere qualsiasi tipo di assistenza finanziaria da parte degli Stati Uniti. Nel 2006 il Governo ha ordinato una riduzione della distribuzione degli aiuti alimentari da parte delle agenzie ONU e ha espulso la maggior parte delle ONG straniere che operavano nel paese, limitando l'assistenza umanitaria e accentuando l'auto-isolamento dalla comunità internazionale.
Va però detto che l'Eritrea non dispone di uffici qualificati di statistica, né di un sistema amministrativo neutrale ed autorevole, quindi le statistiche fornite dal governo vanno prese con cautela, e potrebbero essere soggette a massicce modificazioni di carattere propagandistico. Inoltre esistono numerosi segnali di ampie carestie nelle regioni interne del paese, soprattutto dopo il 2008, che non vengono dichiarate (ed anzi negate) dal governo. Aumentano le testimonianze di campi di lavoro forzato, in cui vengono costretti i giovani che praticano il servizio di leva (nel paese illimitato, dai 17 anni al congedo, che può essere concesso anche dopo i 40 anni), a favore sia di industrie straniere, che di esponenti del regime, o anche solamente per "rieducare" presunti o reali oppositori.

### Politica estera
La politica estera è stata a lungo dominata dalla tensione con tutti i paesi confinanti, specie con l'Etiopia di Meles Zenawi (ex-compagno d'armi di Isaias): nel 1998 ebbe luogo un sanguinoso conflitto sul confine tra i due paesi, terminato nel 2000 col trattato d'Algeri che assegnava i contesi territori di Badme all'Eritrea. Tuttavia il governo etiope non ha mai accettato questa risoluzione e non ha a tutt'oggi ritirato il suo esercito dalla città, per la quale si temono nuovi possibili conflitti. L'Etiopia ha sempre accusato il regime eritreo di armare e finanziare i ribelli legati al Fronte di liberazione Oromo (OLF) e al Fronte nazionale di liberazione dell'Ogaden (ONLF), conducendo una politica di destabilizzazione regionale.

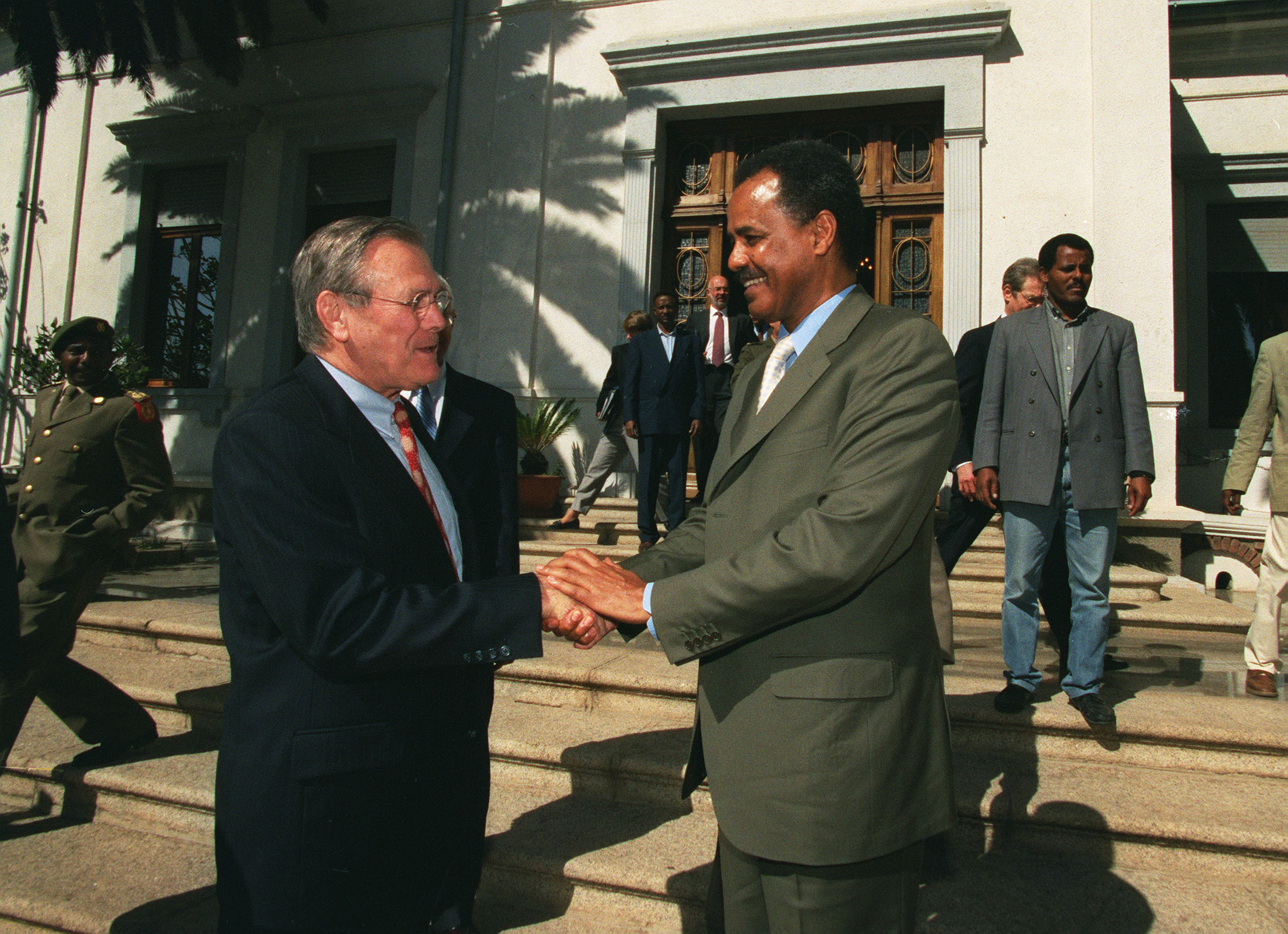
Isaias Afewerki con il segretario della difesa degli Stati Uniti Donald Rumsfeld ad Asmara nel 2002.

Viene anche accusato dall'Intelligence etiope di essere l'organizzatore dell'attentato, fallito, contro il summit dell'Unione africana di Addis Abeba a gennaio 2011, anche se per questo atto si è sempre proclamato estraneo.
Nel giugno 2018, grazie alla mediazione di ONU e monarchie del Golfo, il nuovo leader etiope Abiy Ahmed Ali ha accettato pienamente i termini del trattato d'Algeri e la risoluzione della Commissione per la delimitazione dei confini con l'Eritrea, che assegnava a quest'ultima la città di Badme. In luglio ad Asmara veniva firmata la Dichiarazione congiunta di pace ed amicizia, con il ripristino delle relazioni diplomatiche e dei collegamenti aerei tra i due Paesi, seguita in settembre dalla firma di un nuovo accordo di pace a Gedda.
Nel 1994 si verificò una rottura delle relazioni diplomatiche con il Sudan, dopo la denuncia dell'Eritrea di un tentativo di colpo di Stato appoggiato da Khartum. Nel 2002 il governo eritreo rivolse la medesima accusa al Sudan, con il risultato di ottenere una contro-accusa da quest'ultimo per una serie di offensive dei ribelli separatisti dell'Esercito di Liberazione del Popolo del Sudan (SPLA) e del Movimento per la Liberazione del Sudan (SLM), compiute da territorio eritreo dopo riunioni segrete dei movimenti ribelli sudanesi nella capitale Asmara. I rapporti tra i due paesi si sono normalizzati negli anni successivi, quando l'Eritrea giocò un ruolo determinante nei colloqui di pace tra le fazioni separate della seconda guerra civile sudanese.
La disputa con lo Yemen per la sovranità sulle isole Hanish ha provocato una breve guerra nel dicembre 1995, quando truppe eritree invasero Hanish el-Chebir. L'ultimo conflitto ebbe luogo col vicino Gibuti nel giugno 2008 quando le forze armate eritree occuparono una piccola area contesa.
Dal 2007 il ministro degli esteri del governo presieduto da Afewerki è Osman Saleh Mohammed.

### Sostenitore del terrorismo internazionale
I rapporti di Afewerki con gli Stati Uniti d'America, dopo una parentesi amichevole nei primi anni 2000 all'inizio dell'amministrazione di George W. Bush, sono peggiorati nell'ottobre 2008, ovvero da quando l'Eritrea è considerata dagli Stati Uniti come uno stato sponsor del terrorismo con l'accusa di sostenere in funzione anti-etiope la guerriglia di Al-Shabaab, un gruppo insurrezionale islamico somalo vicino ad Al Qaida, e di ospitare ad Asmara alcuni esponenti delle deposte Corti Islamiche di Mogadiscio. Il suo regime, pertanto, è divenuto uno dei principali nemici degli USA ed è stato progressivamente emarginato dalla NATO. Nel dicembre 2009 il Consiglio di Sicurezza dell'ONU ha approvato la Risoluzione 1907 (con l'astensione di Russia e Cina) che impone un pesante embargo economico e sul commercio di armi verso l'Eritrea. Tuttavia, secondo gli ispettori delle Nazioni Unite, il regime riuscirebbe in parte a violare l'embargo grazie ai rapporti privilegiati intrattenuti con l'Italia, sua ex-potenza coloniale, che aiuterebbe i militari eritrei a procurarsi armamenti.
Sfruttando a proprio favore la concorrenza tra le potenze regionali, l'Eritrea intrattiene buoni rapporti sia con Israele (nonostante le cattive relazioni con gli Stati Uniti) sia con l'Iran, consentendo ad entrambi i paesi l'utilizzo di basi logistico-militari sul proprio territorio.
Nel marzo del 2011 Afewerki ha mandato 200-300 truppe eritree a sostegno dell'amico Muʿammar Gheddafi nella guerra civile libica. Il 15 novembre 2011 il governo eritreo ha comunicato alla delegazione dell'Asmara dell'Unione europea la volontà di chiudere qualsiasi progetto di collaborazione nel quadro del 10º fondo di sviluppo in attesa di una revisione del piano quinquennale. In questo modo sono stati interrotti programmi di sviluppo in corso per un ammontare totale di circa 50 milioni di Euro.
Nel 2015 è stato condannato dall'ONU per crimini contro l'umanità a causa della sua politica interna repressiva. Tuttavia, dal 2018 la posizione dell'Eritrea a livello internazionale è migliorata grazie alla ripresa dei rapporti con l'Etiopia, tanto che nel giugno 2019 l'amministrazione statunitense di Donald Trump ha rimosso il paese dalla lista degli stati sponsor del terrorismo.